# 毛城子镇
毛城子镇，是中华人民共和国吉林省长春市公主岭市下辖的一个乡镇级行政单位。

## 行政区划
毛城子镇下辖以下地区：
毛城子社区、毛城子村、举家店村、小河沿村、后山村、于塘坊村、洪兴河村、太平沟村、许菜园村、三门宋村、宋家店村和梁山村。